# Be Kind Rewind
Be Kind Rewind is een Franse-Amerikaanse komediefilm van regisseur Michel Gondry die uitgebracht werd in februari 2008. De hoofdrollen zijn voor Jack Black en Mos Def. De naam komt van een veel voorkomende sticker op VHS-banden. Het is tevens de naam van de videotheek waar Mike in de film werkt.

## Verhaal
Elroy Fletcher (Danny Glover) bezit een ouderwetse videotheek genaamd Be Kind Rewind ('wees aardig, spoel terug') met VHS-banden in een oud, vervallen pand in een achterstandswijk van de stad Passaic. Wanneer hij een tijdje weggaat om stiekem te spioneren hoe de concurrentie de zaken aanpakt, vertrouwt hij zijn hulp Mike (Mos Def) de verantwoordelijkheid over de zaak toe. Mike is alleen bevriend met de paranoïde Jerry Gerber (Jack Black) en die heeft Fletcher liever niet in zijn zaak. Dingen gaan namelijk vaak kapot wanneer Gerber in de buurt is.
Gerber werkt op een autokerkhof en wil een transformatorstation saboteren, omdat hij denkt dat die zijn hersenen laten smelten. Zijn plan mislukt en hij wordt blootgesteld aan een zwaar magnetisch veld. Vanaf dat moment draagt hij dit zonder het te weten met zich mee. Wanneer Gerber Be Kind Rewind daarop betreedt, wist het magnetische veld alle videobanden in de videotheek. Hierdoor heeft Mike een groot probleem als Miss Falewicz (Mia Farrow) binnenkomt om Ghostbusters te huren. De twee besluiten voor haar de film opnieuw op te nemen door zélf het verhaal na te spelen, dit te filmen en te hopen dat ze niet merkt wat ze gedaan hebben.
Mike en Gerber denken gruwelijk door de mand gevallen te zijn wanneer Miss Falewicz' neef en zijn straatbende de volgende dag binnen staan, maar zij vonden de band prachtig en willen graag meer zien. Daarop beginnen de twee hun eigen versies te maken van de ene na de andere kaskraker en verhuren ze deze als speciale Sweded-versies. Binnen een mum van tijd zijn zij en de voor vrouwelijke rollen erbij gehaalde Alma (Melonie Diaz) grote sterren in hun buurt.
Wanneer men echter ontdekt dat Mike en Gerber de remakes op uitgegeven videobanden hebben geplaatst, worden de banden op verzoek van de filmmaatschappijen ingenomen. Om het pand te redden waar de videotheek zich in bevindt, moeten ze alleen $60.000 dollar verdienen om het dak te laten maken. Dit hebben ze nog lang niet. Daarop besluiten ze een eigen film te maken over het leven van jazz-muzikant Fats Waller, die vroeger in hetzelfde pand zou hebben gewoond. De hele inmiddels nauw bij Be Kind Rewind betrokken buurt helpt mee door rollen te spelen.

## Rolverdeling
| Acteur               | Personage    |
| -------------------- | ------------ |
| Jack Black           | Jerry        |
| Mos Def              | Mike         |
| Danny Glover         | Mr. Fletcher |
| Mia Farrow           | Mw. Falewicz |
| Melonie Diaz         | Alma         |
| Arjay Smith          | Manny        |
| Paul Dinello         | Mr. Rooney   |
| Marcus Carl Franklin | James        |
| P.J. Byrne           | Mr. Baker    |
| Chandler Parker      | Craig        |

## Trivia
- De in Be Kind Rewind nagespeelde films zijn onder meer Ghostbusters, Back to the Future, Rush Hour 2, RoboCop, 2001: A Space Odyssey, Boyz n the Hood, Driving Miss Daisy, When We Were Kings, King Kong, Carrie, Men in Black, Singin' in the Rain en The Lion King.
- Actrice Elizabeth Berkley speelt geen rol in de film, maar is er wel in te zien. Zij heeft een gastoptreden als een van de meisjes die toekijken in de bibliotheek, wanneer Mike en Gerber Ghostbusters aan het sweden zijn.
- Advocate Ms. Lawson wordt gespeeld door Sigourney Weaver, die in de originele Ghostbusters speelde.

## Recensies
De film kreeg matige recensies van zowel Amerikaanse als Nederlandse recensenten. Een voorname kritiek was dat de film langdradig zou zijn.

## "Sweded"
In de film verzint Jerry de term "Sweded", wanneer een klant vraagt waarom het zo lang duurt voordat de filmpjes er zijn. Hij meent dat de video's geïmporteerd moeten worden uit Zweden. Op de officiële website van de film worden bezoekers aangespoord ook hun eigen favoriete films te "sweden". Er is zelfs een YouTube-pagina opgericht voor de filmpjes die kijkers insturen.